# Orthodox marxisme
Orthodox marxisme (soms wereldbeschouwingsmarxisme) is de stroming binnen het marxisme zoals die eind negentiende eeuw vorm kreeg, volgend op het klassiek marxisme. Het orthodoxe marxisme wordt gekenmerkt door een deterministisch wereldbeeld, waarin economische verhoudingen (vooral eigendomsverhoudingen tussen sociale klassen) bepalend zijn voor andere sociale verhoudingen en voor het verloop van de menselijke geschiedenis.
Het orthodoxe marxisme wordt geassocieerd met de vroege Duitse sociaaldemocratie en haar theoretici, met name Friedrich Engels, August Bebel en Karl Kautsky. Het marxisme-leninisme, zoals dat in de Sovjet-Unie en haar satellietstaten beleden werd, kan gezien worden als een verdere ontwikkeling. Het neomarxisme vormt een reactie op de dogmatiek die deze orthodoxe stromingen kenmerkt.